# 진랍풍토기

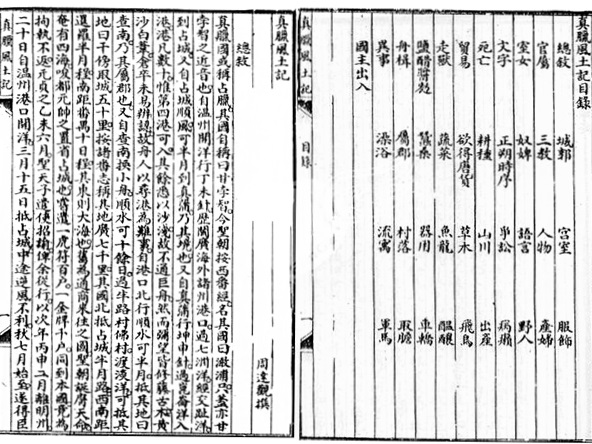
주달관의 진랍풍토기 서문

진랍풍토기(眞臘風土記)는 13세기말~14세기에 걸쳐 원나라 사신이던 주달관이 크메르 제국을 탐험하며  크메르 제국에 대한 상세한 군사적, 지리적 정보, 지도, 국토, 정치 상황, 동물, 자연 환경, 내부 정보 등을 상세하게 기록한 여행기이자, 종교, 문화, 풍습 등까지 기록한 사료적 가치가 높은 책자이다.

## 원나라의 사신
원나라가 동남아와 크메르 제국을 효과적으로 식민지배 하기 위해서는 동남아에 대한 군사적 정보와 기록들이 필요하다고 생각한 원 제국 황제 성종(元成宗) 테무르(鐵穆耳) 칸은 당시 원나라의 무역 상인이던 주달관(周達觀, 1266년–1346년)에게 동남아의 군사적 정보와 내부, 정치 상황, 지도, 국토 등을 자세히 기록하고 오라고 칙령을 내린다. 그리고 1285년 10월에 사신을 파견한다. 그렇게 만들어진 항해도와 나침반의 도움으로 주달관 일행이 진립국에 무사히 진입해 들어올 수 있었다. 
주달관의 방문 이후에도 원 제국 황제 성종(元成宗) 테무르(鐵穆耳) 칸의 명으로 크메르 제국은 원제국에게 잘 훈련된 전투 코끼리 부대를 항상 바쳐야됐는데 이렇게 잘 훈련된 전투 코끼리 군대가 원나라군의 이민족 부대 중에 편성되면서 원나라의 군사력은 더욱 더 증가한다. 황제(칸)의 칙령을 받은 주달관은 원나라의 사신 자격으로 멀리 캄보디아의 크메르 제국까지 탐험을 가서 앙코르 사원까지 둘러보는 등 진랍풍토기(眞臘風土記)를 저술했다.  
1296년 중국 원나라의 사신인 주달관(周達觀)(1266년-1346년)이 앙코르에 도착하게 된다. 주달관은 원나라 저장성의 온주 출신으로 원나라 테무르 칸의 칙령을 받은 사신으로 1296년 2월 20일 온주를 떠나 푸저우 항을 거쳐 하이난을 경유하여, 안남을 거쳐 캄보디아 캄퐁 참의 도시에 메콩강 수로로 도착하게 된다. 이곳에서 똔레삽 호수로 작은 배로 갈아타고 12일을 항해하여 당시 수도인 앙코르 톰에 도착하였다.

## 앙코르 톰에 대한 기록
주달관은 여러 개의 출입문을 가진 오대문에 대해서 기록하였는데, 동쪽만 2개의 문이 있고, 나머지는 각각 하나씩이라고 앙코르 톰을 기록하고 있다. 앙코르 톰은 다리로 연결된 강을 가로지르는 넓은 해자로 둘러싸여 있는데, 다리에는 아홉 개의 머리를 가진 나가의 머리를 당기는 54개의 조각상이 있다고 기록하고 있다.
앙코르 톰의 대문 꼭대기에는 다섯 개의 불상 두상이 있고, 그 중 네개는 동서남북을 향하고 있다.

## 진랍풍토기의 발견
진랍풍토기의 가치를 알아보고 서구에 소개한 사람은 혜초의 《왕오천축국전》의 발견자로 우리에게도 널리 알려진 폴 펠리오(Paul Pelliot, 1878-1945)다. 인도차이나를 점령한 프랑스가 1898년 하노이에  프랑스극동학원(EFEO)를 설립하였는데, 이곳의 교수였던 펠리오가 학회 기관지에 "주달관의 캄보디아 견문록에 대한 비망록"이라는 제목으로 1902년 역주를 발표하였다.

## 진랍풍토기의 가치
주달관은 인드라바르만 3세라는 크메르 국왕이 통치하는 이곳 크메르 수도에 1년간 머물면서 크메르 사회를 관찰한 40장 분량의 기록 진랍풍토기(真臘風土記)를 저술한다. 주달관은 원 황제 성종(元成宗) 테무르(鐵穆耳) 칸에게 바칠 크메르 제국의 종교나, 법 제도, 왕위, 동물, 새, 농경, 노예제도, 식물, 목욕, 의식주, 도구, 상거래 등의 자세한 기록을 저술했다. 그의 기록은 현재 앙코르를 이해하는 데 가장 중요한 사료로 평가받으며, 또한 세계에서 가장 험한 밀림 정글로 악명이 높은 동남아를 최초로 탐험한 최초의 여행기로 등극해 있다.

## 출판서적
- 진랍풍토기, 백산자료원 서규석, 2007, 04.07, ISBN 8988435958

## 같이 보기
- 앙리 무오
- 폴 펠리오